# Sierlijke franjehoed
De sierlijke franjehoed (Psathyrella corrugis, synoniem: Psathyrella gracilis) is een paddenstoel uit de familie Psathyrellaceae. Hij leeft saprotroof op takjes en houtsnippers, minder vaak op humeuze grond, in loof- en gemengde bossen. Hij komt ook voor in parken, tuinen, wegbermen en zelden graslanden, op allerlei voedselrijke bodemtypen .

## Kenmerken

### Uiterlijke kenmerken
Hoed
De hoed heeft een diameter van 0,5 tot 3 cm. De vorm is klokvormig. De kleur is donker- tot roodbruin. Bij droogte wordt de hoed geel tot rozegrijs. Richting de hoedrand is de hoed lichter van kleur.
Velum
Het velum is wit.
Steel
De steel is 8 tot 10 cm hoog en 5 tot 12 mm dik. De steel is zuiver wit en is onderaan behaard.
Lamellen
De lamellen zijn zwartachtig en hebben een roze rand.
Geur
De geur is onopvallend.

### Microscopische kenmerken
De basidia zijn viersporig. De basidiosporen zijn elliptisch, glad en de kleur is zwartpurper. Ze hebben een relatief kleine hilaire appendix aan de adaxiale zijde en een grote apicale kiempore. De sporenmaat is 10,7-13,4 × 6-6,7 µm. Pleurocystidia zijn aanwezig, ze zijn lageniform (flesvormig) tot spoelvormig, slank, vaak golvend en meten (45-)50-70(-100) µm. De hyfen van de hypodermis zijn matig tot sterk gekleurd door een bruinachtig membraanpigment.

## Verspreiding
De sierlijke franjehoed komt voor in Europa en Noord-Amerika, maar wordt sporadisch ook hierbuiten aangetroffen.. In Nederland komt de soort zeer algemeen voor .

## Gelijkende soorten
In Nederland komen 108 franjehoeden voor waarvan bij 90 microscopische controle nodig is voor een zekere determinatie. Dat geldt ook voor deze soort.
Sterk gelijkende soorten zijn:
- bleke franjehoed (Psathyrella candolleana)
- dubbelgangerfranjehoed (Psathyrella pseudogracilis)

## Foto's

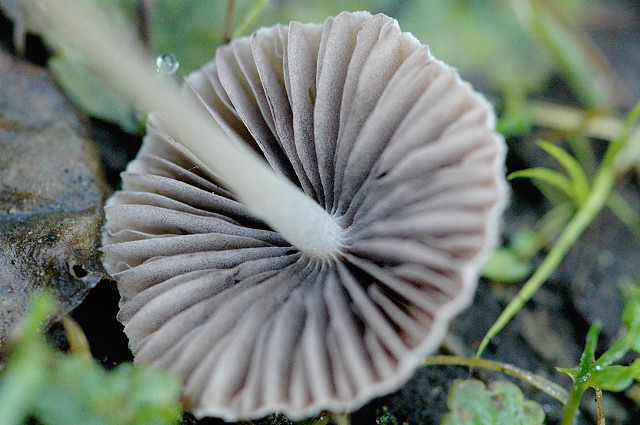
Lamellen
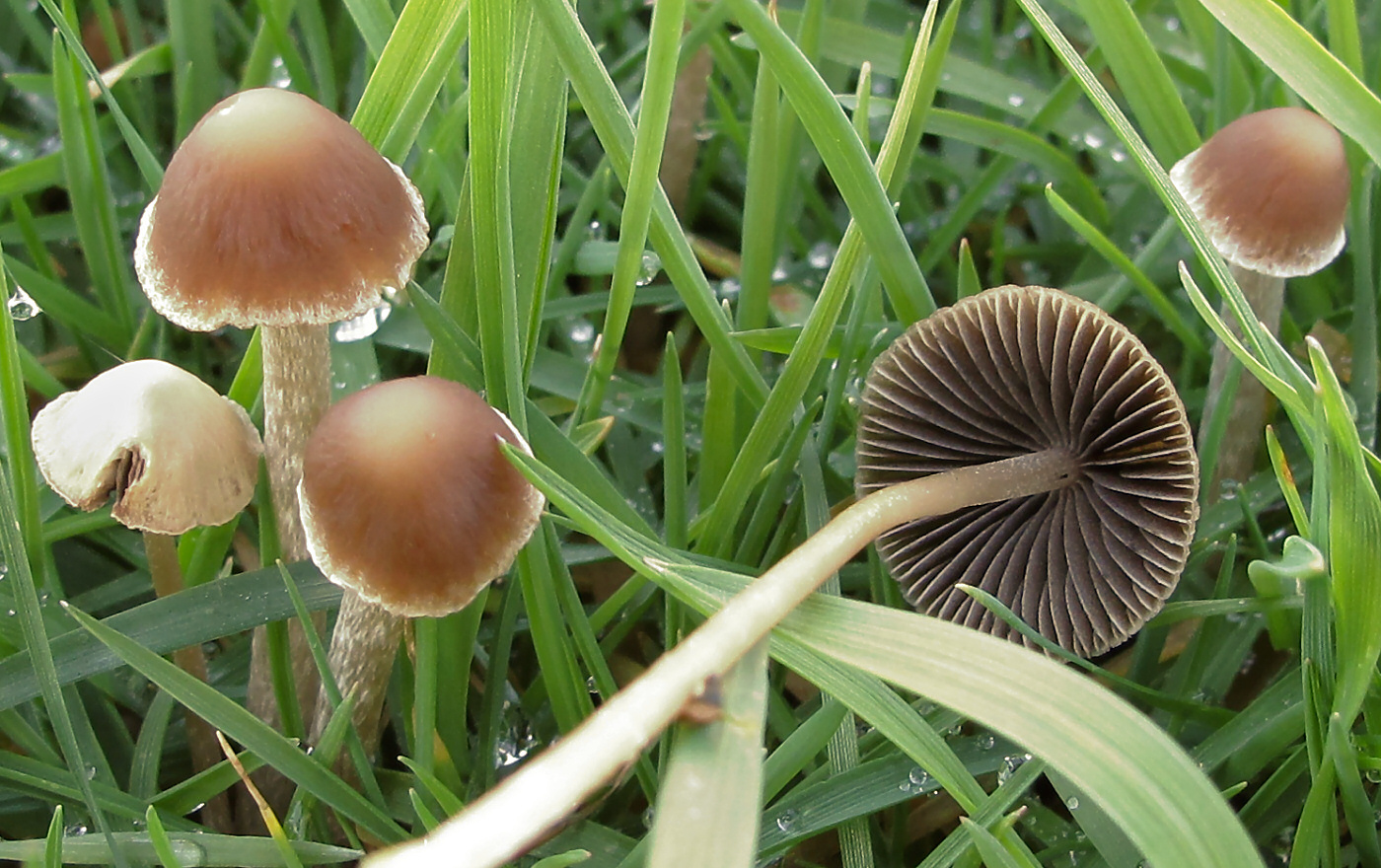
Groepje exemplaren
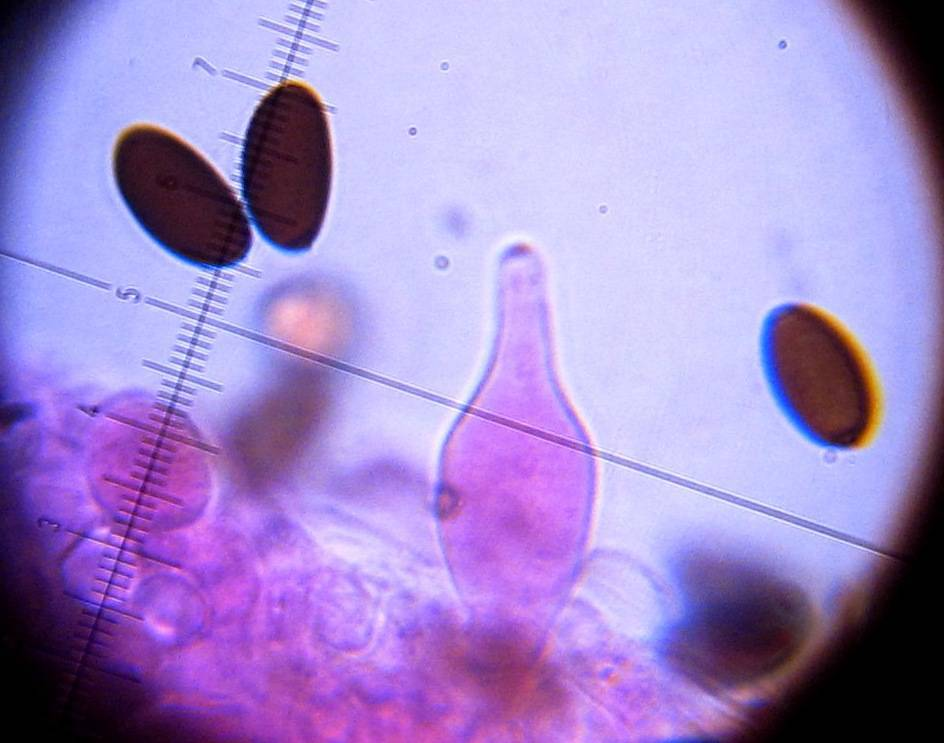
Cystidia en sporen
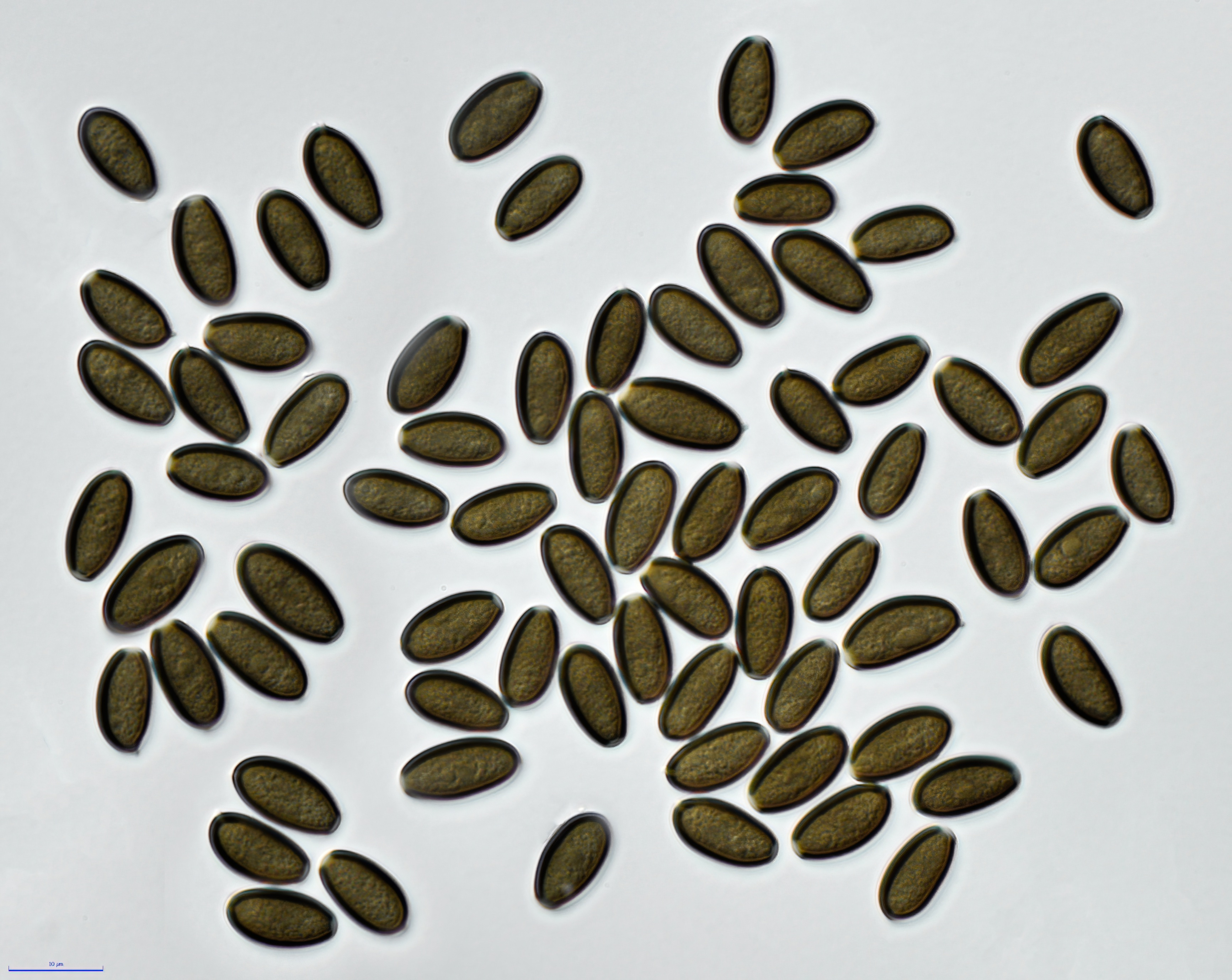
Sporen